# Evelyn Baring, 1:e baron Howick av Glendale
Evelyn Baring, 1:e baron Howick av Glendale, född 29 september 1903, död 10 mars 1979, var en brittisk ämbetsman. Han var son till Evelyn Baring, 1:e earl av Cromer.
Evelyn Baring inträdde 1926 i den indiska civilförvaltningen och var 1926-29 sekreterare hos den indiska regeringens emissarie i Sydafrika. Efter flera års bortavaro från kolonitjänsten utnämndes han 1942 till guvernör i Sydrhodesia och 1944 till High Commissioner i Sydafrika.